# Integrated Flux Nebulae
Le Integrated Flux Nebulae o, in italiano, Nebulose di Flusso Integrato, sigla IFN, sono enormi sistemi di debolissimi e tenui filamenti nebulosi prevalentemente non illuminati appartenenti alle alte latitudini galattiche della Via Lattea; il sistema più esteso di questo tipo si estende lungo tutte le costellazioni più settentrionali dell'emisfero celeste boreale, arrivando a lambire anche la stella polare.
Alcuni studiosi hanno sistematicamente suddiviso e catalogato le singole strutture maggiori che compongono le Integrated Flux Nebulae; il risultato di questo lavoro è incluso nel Catalogo Mandel-Wilson, che identifica sette addensamenti principali estesi prevalentemente fra l'Orsa Minore, l'Orsa Maggiore e la Giraffa. Il catalogo include anche altre due deboli nebulose ad alte latitudini galattiche non connesse con questa struttura, una nella Lira poco a nord di Vega e indicata come MW8, e una nell'Uccello del Paradiso, indicata come MW9 e situata in direzione della galassia IC 4633. Fra gli addensamenti delle IFN situati nell'emisfero boreale, MW2 nella coda del Drago è talvolta indicato col nome "Nebulosa Angelo". Queste nebulose hanno in comune il fatto di non essere illuminate da una singola stella, ma dall'insieme delle stelle della Via Lattea presenti nelle vicinanze.

## Osservazione

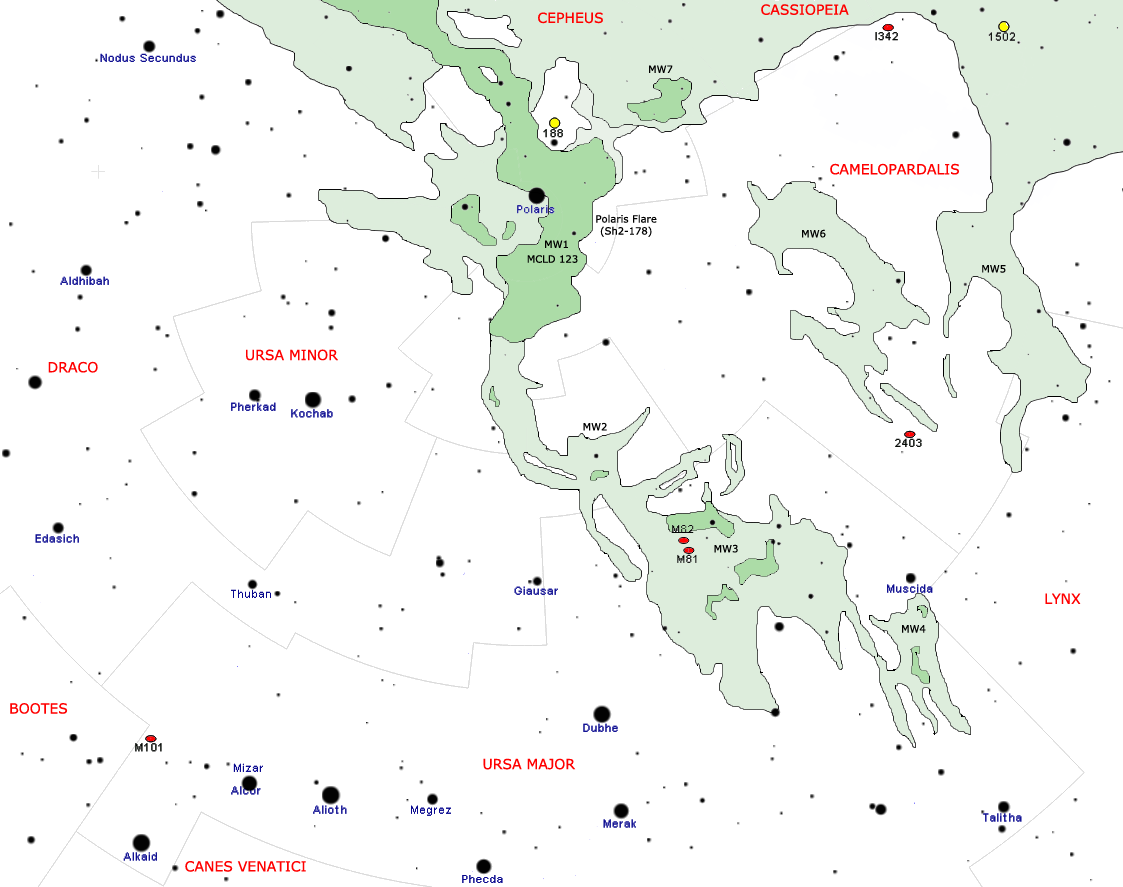
Mappa delle Integrated Flux Nebulae boreali, le più famose ed estese.

Essendo nebulose fondamentalmente non illuminate, la loro osservazione nella banda della luce visibile risulta impossibile, anche attraverso strumenti molto sensibili; nonostante ciò, sono ben visibili nelle fotografie di alcuni punti del cielo che sono oggetto di osservazione anche per gli appassionati di astronomia, come la regione delle galassie M81 e M82. In questa regione infatti, nella cosiddetta Integrated Flux Nebula of the Polar Spur (letteralmente "Nebulosa di Flusso Integrato dello Sperone Polare") è spesso ben evidente, nelle foto a lunga esposizione o composite, un intricato sistema nebuloso che sembra quasi avvolgere queste due galassie, specialmente la seconda, e che si estende anche ben oltre di esse, andando al di fuori del campo visivo. Un'altra regione in cui le nubi sono più facilmente visibili è quella attorno alla stella polare, che in alcune immagini appare circondata da una tenue nebulosità.
Dall'emisfero boreale queste nebulose settentrionali sono visibili e fotografabili durante tutto l'arco dell'anno, mostrandosi circumpolari per intero fino al 30º parallelo nord. Di contro, esse risultano praticamente impossibili da fotografare da tutto l'emisfero australe, data la declinazione fortemente boreale delle stesse.
All'opposto, la Integrated Flux Nebula dell'Uccello del Paradiso non è osservabile da quasi tutte le regioni dell'emisfero boreale, avendo una declinazione media di 77°S.

## Caratteristiche
Il sistema nebuloso maggiore è quello settentrionale, che si estende ad elevate latitudini galattiche per un'estensione di oltre 40°; le sue nubi molecolari fredde appaiono discostarsi dal piano galattico in direzione della costellazione di Cefeo per raggiungere l'area di cielo in cui è visibile la stella polare, per proseguire ancora in direzione della parte settentrionale della Giraffa e del Dragone. Qui pare deviare verso sud, allineandosi su un piano quasi parallelo al piano galattico, ma ad una latitudine galattica di +30°–+40°, attraversando il vertice nordoccidentale dell'Orsa Maggiore e risconfinando in Giraffa e, parzialmente, nella Lince. Altre piccole strutture minori apparentemente connesse a questo sistema si trovano più addentro nella Giraffa, alla latitudine galattica di circa +20°. La loro distanza sarebbe, secondo le stime del 2010, attorno ai 150 parsec (490 anni luce), o comunque non superiore ai 250 parsec (815 anni luce).
Queste nebulose nel corso del tempo sono state quasi completamente ignorate o poco studiate; la parte più appariscente, attorno alla stella polare, è stata individuata negli anni cinquanta e catalogata con la sigla Sh2-178. Le parti restanti, ben visibili nelle mappature del cielo nella banda dell'idrogeno neutro, sono ben note agli astrofili specialmente nel settore settentrionale dell'Orsa Maggiore. Esse ricevono il flusso di luce e radiazione integrato (integrated flux) di tutte le stelle della Via Lattea situate nelle vicinanze, rendendo così illuminati, seppur molto debolmente, questi filamenti di gas e polveri. La nube attorno alla stella polare, la Polaris Flare (MCLD 123), è stata studiata nel corso del 2010 da più gruppi di ricerca; essa è parzialmente ionizzata e contiene cinque globuli di gas più densi con masse comprese fra 0,1 e 0,5 M⊙, tutti privi di stelle e probabilmente non legati gravitazionalmente fra di loro. L'assenza di oggetti di natura stellare all'interno di questi globuli è testimoniata dalla totale assenza di sorgenti di radiazione infrarossa (l'unica sorgente visibile in questa direzione, IRAS 01432+8725, non è legata a queste nebulose); ciò, congiuntamente alla loro bassa temperatura (10-12 K) indica anche che in queste regioni non si è mai avviato alcun processo di formazione stellare. La massa totale del Polaris Flare, secondo uno studio del 1990, sarebbe invece pari a 5500 M⊙.
La Integrated Flux Nebula dell'Uccello del Paradiso, di contro, è ancora meno studiata delle precedenti; appare come un lungo filamento nebuloso che si sovrappone alla direzione di alcune galassie, la più luminosa delle quali è IC 4633, seguita dalla vicina IC 4635.